# ホ・ジュノ
ホ・ジュノ（허준호、1964年4月14日 - ）は、大韓民国慶北慶州市出身の俳優である。身長180cm、体重75kg。

## 略歴
ソウル芸術専門大学を卒業。
1995年 、第16回青龍映画祭において『テロリスト 哀しき男に捧げる挽歌』で助演男優賞を受賞。
2004年から2005年にかけてNHK-BS2で放送された『オールイン 運命の愛』でイ・ビョンホンと義兄弟という役柄で共演し日本で知られるようになった。
2002年、2005年 には舞台『GAMBLER 〜黄金の鍵〜』に出演し、韓国と日本で公演された。
2006年〜2007年にかけて韓国MBCで放送されたテレビドラマ『朱蒙』では主人公チュモンの実父ヘモス役を演じた。
1997年9月28日俳優イ・ハヤンと結婚、2003年10月7日に離婚。2018年に一般女性との再婚を発表した。

## 出演作品

### 映画
- 火山高（2001年）
- シルミド（2003年）
- お前を逮捕する（2005年）
- 黒く濁る村（2010年）
- 名もなき野良犬の輪舞（2017年）
- 人狼（2018年）
- 国家が破産する日（2018年）
- モガディシュ 脱出までの14日間（2021年）
- 憑依（2023年） - 梵天 役[2]
- ノリャン -死の海-（2023年） - 鄧子龍 役

### テレビドラマ
- ファイナル・ジャンプ（1994年、MBC） - キム・マンジェ役
- アスファルトの男（1995年、SBS） - ハン・ギス役
- 若者のひなた（1995年、KBS） - ファン・ユンベ役
- 愛しているなら（1996年-1997年、MBC） - チェ・ガンホ役
- リベンジ（1997年-1998年、MBC） - サンカル役
- ずっと会いたい（1998年-1999年、MBC） - パク・ギプン役
- ワンチョ（1999年、MBC） - バルカラク役
- バッドボーイズ（2000年、MBC） - チャン・スヒョン役
- オンダルの王子たち（2000年-2001年、MBC） - ヨ・シグァン役
- ホテリアー（2001年、MBC） - オ・ヒョンマン役
- I LOVE ヒョンジョン（2002年、MBC） - ユ・サンホ役
- オールイン 運命の愛（2003年、SBS） - ユ・チョング役
- 嵐の中へ（2004年、SBS）
- 拝啓、ご両親様（2004年-2005年、KBS） - パク・チャンス役
- 朱蒙（2006年-2007年、MBC） - 解慕漱（ヘモス）役
- ロビイスト（2007年、SBS） - ジェイムス・リー役
- ビューティフル・マインド（2016年、KBS） - イ・ゴンミョン役
- 仮面の王イ・ソン（2017年、MBC） - テモク役
- ここに来て抱きしめて（2018年、MBC） - ユン・ヒジェ役
- プレーヤー（2018年、OCN） - チェ・ヒョンギ役
- ミッシング〜彼らがいた〜（2020年、OCN） - チャン・パンソク役
- キングダム2（2020年、Netflix） - アン・ヒョン役
- アンダーカバー（2021年、JTBC） - イム・ヒョンロク役
- スノードロップ（2021年-2022年、JTBC）- ウン・チャンス役
- ミッシング〜彼らがいた〜2（2022年、tvN） - チャン・パンソク役[3]

- なぜオ・スジェなのか(2022年、SBS) - チェ・テグク役
- ブラッドハウンド（2023年、Netflix） - チェ社長役